# Террор Макра
Террор Макра (англ. The Macra Terror) — седьмая серия четвёртого сезона британского научно-фантастического телесериала «Доктор Кто», состоящая из четырёх эпизодов, которые были показаны в период с 11 марта по 1 апреля 1967 года. Ни один эпизод серии не сохранился в архивах Би-би-си, вся серия доступна лишь в виде реконструкции.

## Сюжет
Доктор, Бен, Полли и Джейми обеспокоены изображением гигантской клешни, которое они увидели на экране сканера ТАРДИС, прибыв на неизвестную планету-земную колонию. Их встречает Медок, полубезумный колонист, которого незамедлительно арестовывает Ола, начальник полиции. Путешественники вместе с ним идут в колонию в самый разгар фестиваля, смахивающую на летний лагерь. Доктор довольно скептически относится к жизни в колонии, которая выглядит довольно фальшиво, к обещаниям Пилота колонии и к наилучшим пожеланиям Контролёра Колонии, который появляется на экране телевизора для приветствия гостей.
Медока демонстрируют колонистам как пример отклонения от нормы. Тот пытается предупредить колонистов об ужасных тварях с клешнями, которые бродят по колонии ночью. Доктор освобождает его из клетки, но Медок сбегает от него, и Доктора ловят Пилот и Ола, которые обвиняют его в преступлении. Его отпускают при условии, что он и его соратники поработают на руднике, где добывается газ, ядовитый для людей, но предположительно имеющий важное значение для колонии.
Доктор ускользает и находит Медока, который объясняет, что колония наводнена гигантскими насекомыми, которые появляются по ночам. Когда их видят люди, тех прячут в больницу и промывают им мозги, но Медок избежал этой участи. Начинается комендантский час, путешественники во времени идут спать. Доктор и Медок начинают расследование и видят гигантское крабоподобное существо, Макра, бродящее по колонии. Их обоих ловят и доставляют к Пилоту, но Медок убеждает его, что Доктор просто пытался его убедить передумать. Позже, Контролёр приказывает Пилоту загипнотизировать новоприбывших, чтобы они думали как другие колонисты. Полли и Джейми сопротивляются этому, но Бен поддаётся, после чего с энтузиастом становясь рабочим в шахтах. Он вызывает Олу, который арестовывает Доктора и Джейми за порчу гипнотизирующего оборудования.
Когда Полли начинает своё расследование, она попадает в плен к макра, но кричит достаточно сильно, чтобы пробить состояние Бена, и тот спасает её. Они объединяются с Доктором и Джейми, и их истории достаточно для Пилота, чтобы понять: эти четверо опасны для колонии и должны быть взяты под контроль. Он вызывает Контроль для получения приказа, но когда экран включается, на нём появляется вовсе не красивый молодой Контролёр, а напуганный старик, которого утаскивает гигантская клешня. Пилот обеспокоен, но его состояние восстанавливается, и он вновь арестовывает путешественников; состояние Бена тоже восстановилось, и он отпущен.
Доктор, Полли и Джейми направлены на тяжёлую работу в Опасную бригаду, самую запутанную часть шахты. Медок также определён в эту часть, так как его «лечение» потерпело неудачу, и он предупреждает: смертность в этой части шахт самая высокая. Доктор остаётся наверху, а остальные направляются вглубь шахты. Джейми и Медок пытаются сбежать, но последнего хватает и утаскивает клешня Макра. Джейми сталкивается лицом к лицу с одним из спящих Макра, пока создание не будит поток ядовитого газа. Вскоре появляются и другие Макра и надвигаются на Джейми.
Доктор на поверхности с помощью хитрости сеет семена сомнения в головах колонистов и Бена, состояние которого ослабевает. Он понимает, что поток газа — ключ, и разворачивает поток газа от центра управления шахтами. Полли добирается до поверхности, и Доктор подсчитывает, что у Джейми есть как раз время убежать. Поток свежего воздуха ослабевает макра, и Джейми убегает. Доктор и Полли входят в центр управления и обнаруживают его оккупированным макра. Доктор понимает, что ядовитый газ — жизнь для макра, и вся колония просто прислуживает им, веря что они подчиняются Контролю.
Начальник охраны Ола требует наказания путешественников за неподчинение Контролю, но тот убеждает Пилота сопроводить его в центр управления. Тот видит макра, и его состояние разрушается. Голос Контроля в последний раз приказывает Ола поместить Доктора, Полли, Пилота и Джейми в зону шахт, где вскоре взорвутся газы. Бен, наконец сломавший своё состояние, освобождает их, и перекачивает взрывную смесь в центр управления. Газ взрывается, макра убиты. Колония начинает своё новое празднование, а путешественники улетают..

## Трансляции и отзывы
| Эпизод            | Дата показа   | Продолжительность | Телезрители (в миллионах) | Archive                            |
| ----------------- | ------------- | ----------------- | ------------------------- | ---------------------------------- |
| «Эпизод 1»        | 11 марта 1967 | 22:58             | 8                         | Only stills and/or fragments exist |
| «Эпизод 2»        | 18 марта 1967 | 23:21             | 7,9                       | Only stills and/or fragments exist |
| «Эпизод 3»        | 25 марта 1967 | 23:24             | 8,5                       | Only stills and/or fragments exist |
| «Эпизод 4»        | 1 апреля 1967 | 24:41             | 8,4                       | Only stills and/or fragments exist |
| [ 1 ] [ 2 ] [ 3 ] |               |                   |                           |                                    |